# 摩爾門教與基督教
摩爾門教（摩門教）和主流基督教信仰自從1820年代的第一次異象開始，就有彼此有互相尊重和批評對方之處，不論是在歷史、教義或人生目的等各方面。摩門教和主流基督教信仰共同擁有聖經新舊約為教會聖典，並且相信耶穌基督是神的兒子，也是世界的救主和祂的教會的奠基及統轄者；但是摩門教很清楚地拒絕主流基督信仰的認知、以及各個公認的信仰告白，而是傾向於相信自己獨特的「復興的福音」。

## 比較大綱

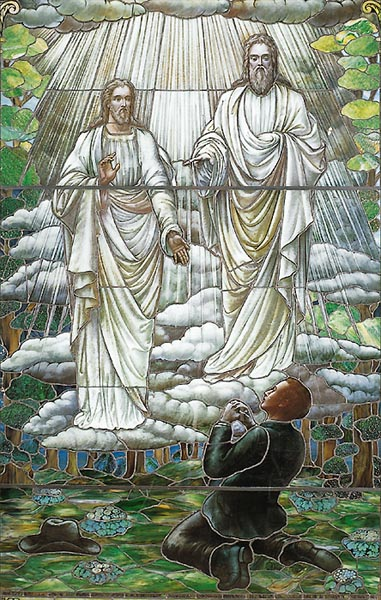
约瑟夫·斯密第一次异象彩色玻璃

摩門教的核心信仰與基督信仰的不同主要在於摩門教相信小斯密約瑟是神的先知，和摩西一樣從神那裡接受了啟示和經文。斯密約瑟所記載的第一個這樣的啟示說使徒們建立的教會在大叛教之後就已經不存在了。斯密約瑟說接下來的啟示指示他組織復興耶穌基督的教會並傳到全地。今日，摩門教徒相信他們的教會如耶穌所建立的教會一般擁有相同的權柄。傳承下來的使徒是先知、並且啟示是繼續不斷的。
然而，摩門教的這些信仰與主流的基督信仰不同。主流的基督信仰都相信教義是耶穌基督所教導的。並且都普遍認為《聖經》是完成的，那些該要納入聖典的啟示在使徒時代就已經完成了。而根據這些已經進入聖典《聖經》的啟示所歸納之眾多信經的看法，而《摩爾門經》是眾先知透過神的啟示而得到的話語，這些話語接著被眾先知記錄下來。

## 後期聖徒運動之始
耶穌基督後期聖徒教會的創始人斯密約瑟說神在一次異象中告訴他所有的基督教教會都是在叛教的狀態中，並且告訴他不要加入其中任何一個。《摩爾門經》在1830年3月出版，斯密約瑟說這是神賦予他能力從由天使交給他曾被埋藏起來的金頁片上翻譯出來的。

## 教義和核心信仰上的相異之處
基督教只有聖經為唯一教義論述之依據，摩門教加入摩門經及其它經籍。摩門教等做法對基督教教義認定來說已構成不符或是應為嚴正駁斥的做法，因為信仰的核心範圍會被稀釋或是轉移，這也是在聖經起頭，創世紀蛇（撒旦的化身）以其它良善受造物（知識樹）來破壞神與人訂的約、及聖經結尾啟示錄中嚴囑不可加添其它話語。

### 引用
1. ↑  見耶穌基督後期聖徒教會現行版本的《教義和聖約》第28章2節。
2. ↑  見耶穌基督後期聖徒教會現行版本的《教義和聖約》第1章11-39節。
3. ↑  關於後期聖徒對於此論點的捍衛，見由 Barry Bickmore 所著的線上圖書復興古代教會：斯密約瑟和早期基督教信仰 的存檔，存档日期2007-04-23.，以及參考他的Barry Bickmore 的早期基督教信仰和摩門信仰網頁。
4. ↑  見楊百翰大學的常見問答集中 敘述 的存檔，存档日期2007-01-08.
5. ↑  見摩門教經典無價珍珠中斯密約瑟歷史第19節

### 书籍
- D. Michael Quinn, The Mormon Hierarchy: Origins of Power; Signature Books; ISBN 1-56085-056-6 (1994)
- Stephen E. Robinson; Are Mormons Christians?; Bookcraft, Inc.; ISBN 0-88494-784-X (Hardcover 1991)
- Jan Shipps, Mormonism: The Story of a New Religious Tradition;  University of Illinois Press; ISBN 0-252-01159-7 (Hardcover 1985)
- Joseph Fielding Smith; Teachings of the Prophet Joseph Smith; Deseret Book Company; ISBN 0-87579-243-X (Softcover 1976)
- John A. Widstoe; Discourses of Brigham Young; Deseret Book Company; ISBN 0-87747-664-0 (Softcover 1954)
- Craig L. Blomberg & Stephen E. Robinson; How Wide the Divide?: A Mormon & an Evangelical in Conversation; InterVarsity Press; ISBN 0-8308-1991-6; (Softcover April 1997)